# Золотий лев (фестиваль)
Міжнародний театральний фестиваль «Золотий лев» — головна театральна подія Львова та України. Гасло фестивалю: «Класика очима експерименту». Фестиваль триває 10 днів.
Фестиваль у 1989 році заснував  Ярослав Федоришин. Тоді у Львові було проведено Всеукраїнський огляд недержавних театрів-студій, які масово виникали в Україні у період «перебудовчих процесів у радянській театральній культурі».
Свою назву фестиваль отримав у 1992 році, коли власне відбувся перший справжній фестиваль. Він формувався як шоу театрального експерименту, тому із 1996 року включно проходив під девізом «Класика очима експерименту».
Фестиваль є державним і проходить на базі театру «Воскресіння». Також є членом Європейського театрального форуму (IETM) і Асоціації міжнародних фестивалів (IFEA).
За час проведення фестивалю у ньому взяли участь понад 2,5 тисяч акторів із України, Білорусі, Туркменістану, Литви, Латвії, Естонії, Польщі, Молдови, Сербії, Словаччини, Бельгії, Франції, Голландії, Болгарії, Румунії, Угорщини, Росії, Німеччини, США, Великої Британії, Киргизстану, Грузії та інших держав. На фестивалі гостявали у різні роки такі визначні актори, як Ада Роговцева, Донатас Баніоніс, Рімас Тумінас, Роман Віктюк, Даніель Ольбрихський, Костянтин Райкін, Валентина Тализіна, Богдан Ступка, Григорій Гладій.
Дж. Елсон, почесний президент Міжнародної Асоціації Театральних критиків, так охарактеризув «Золотого лева»:
|  | Фестиваль дає змогу приваблювати до Львова туристів, рекламувати регіон і Україну, а також збагачувати незабутнім культурним досвідом жителів Львова. Фестиваль є ще одним вагомим мотиваційним чинником розвитку туризму і міг би бути привабливим фактором для інвестицій у розвиток туристичної інфраструктури |

Традиційно фестиваль розпочинається і завершується карнавалом, коли вулицями Львова (зокрема, вулицею Гнатюка і проспектом Свободи) проходять всі його учасники. Також традиційно всі вистави на фестивалі проходять мовою оригіналу, тобто рідною мовою акторів.